# Alfondeguilla
Alfondeguilla, en castillan et officiellement (Fondeguilla en valencien), est une commune d'Espagne de la province de Castellón dans la Communauté valencienne. Elle est située dans la comarque de Plana Baixa et dans la zone à prédominance linguistique valencienne.

## Géographie

Localisation d'Alfondeguilla
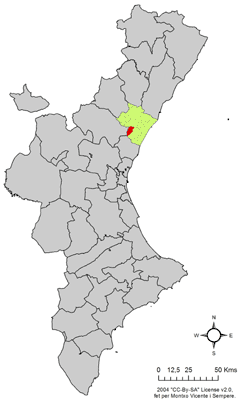
dans la Communauté valencienne.
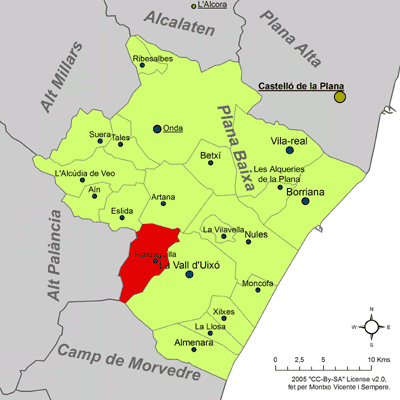
dans la comarque de Plana Baixa.